# Adam Antoni Piątkowski
Adam Antoni Piątkowski (ur. 5 maja 1930 w Warszawie, zm. 4 sierpnia 2002 tamże) – polski naukowiec zajmujący się badaniami nad technikami jądrowymi i elektroniką medyczną.

## Życiorys
Po ukończeniu w 1936 roku Szkoły Powszechnej im. Św. St. Kostki w Warszawie, w 1942 roku rozpoczął naukę na tajnych kompletach w Gimnazjum i Liceum im Św. Wojciecha fundacji W. i A. Górskich. W 1948 roku, po egzaminie maturalnym, podjął studia na Politechnice Warszawskiej, w sekcji Elektrotechniki Medycznej Oddziału Fizyki Stosowanej na Wydziale Elektrycznym Politechniki Warszawskiej. Całe życie zawodowe związany był z Politechniką Warszawską. Zainteresowania badawcze Adama Piątkowskiego dotyczyły techniki jądrowej i elektroniki medycznej w tym m.in. analizy EKG, techniki obrazowej rezonansu magnetycznego. Był promotorem 18 doktorów, w tym 2 zagranicznych, 9 spoza Politechniki Warszawskiej. Autor lub współautor kilku książek, przeszło 100 artykułów opublikowanych w czasopismach krajowych i zagranicznych, a także w materiałach z konferencji krajowych i zagranicznych.

## Stanowiska
- 1952 – inżynier
- 1955 – magister, starszy asystent
- 1965 – doktorat
- 1975 – habilitacja
- 1978 – tytuł profesora nadzwyczajnego
- 1990 – tytuł profesora zwyczajnego
- Kierownik Zakładu Elektroniki Jądrowej i Medycznej w Instytucie Radioelektroniki (1970-1984)
- Prodziekan Wydziału Elektroniki(1970-1971 i 1975-1981)
- Redaktor naczelny „Postępów Fizyki Medycznej” (1966-1975)
- Redaktor działu „Informatora Patentowego” (1966-1983)
- Wiceprzewodniczący Rady ds. Atomistyki przy Państwowej Agencji Atomistyki (1984-1988)
- Przewodniczący Sekcji „Technika w Medycynie” przy Komitecie Badań Naukowych (od 1990 roku, przez 3 kadencje).

## Członkostwa
- Członek rad naukowych:

1. Centralnego Laboratorium Ochrony Radiologicznej (1970-1988)
2. Ośrodka Badawczo Rozwojowego Techniki Medycznej „ORMED” (od 1974 roku)
3. Instytutu Elektrotechniki Politechniki Białostockiej (1977-1988)
4. Międzyresortowego Instytutu Fizyki i Techniki Jądrowej Akademii Górniczo-Hutniczej w Krakowie (od 1979 roku, przez 3 kadencje)
5. Instytutu Badań Jądrowych (od 1984 roku, przez 2 kadencje)
6. Instytutu Systemów Sterowania w Katowicach (od 1984 roku, przez 2 kadencje)

- Członek:

1. Komisji Oceny Aparatury Jądrowej (1967)
2. Branżowej Komisji Doradczej przy Urzędzie Energii Atomowej (1972)
3. Komitetu Fizyki Polskiej Akademii Nauk (1968-1990, a w latach 1974-1975 sekretarzem tego Komitetu)
4. Komitetu Biocybernetyki i Inżynierii Biomedycznej Polskiej Akademii Nauk (od 1980 roku)
5. Komitetu Metrologii i Aparatury Naukowej Polskiej Akademii Nauk (od 1992 roku, przez 1 kadencję)
6. European Standard Organization for Nuclear Electronics (1986-1991)
7. Rady Redakcyjnej „Journal of Electrical Engineering” (od 1988 roku)
8. Rad Redakcyjnych dwumiesięczników „Revue Européenne de Technologie Biomedicale” oraz „Innovation et Technologie en Biologie et Medicine” (1984-1992).

Był aktywnym członkiem różnych organizacji naukowych i społecznych:
- International Radiation Protection Association (od 1970 roku),
- Polskiego Towarzystwa Fizyki Medycznej (w którym był sekretarzem Oddziału Warszawskiego w latach 1965-1969, prezesem w latach 1969-1972 i 1979-1983, zastępcą członka Zarządu Głównego w latach 1972-1979 i wiceprezesem Zarządu Głównego – od 1983 roku przez 2 kadencje),
- Stowarzyszenia Elektryków Polskich (członek Centralnego Komitetu Sekcji Automatyki i Pomiarów w latach 1974-1978, przewodniczący Komitetu ds. Systemu CAMAC w latach 1978-1981, przewodniczący Polskiego Komitetu ds. Systemu CAMAC w latach 1986-1991, wiceprzewodniczący od 1991 roku, honorowy przewodniczący od 2001 roku,
- Prezydium Komitetu Inżynierii Biomedycznej od 1983 oku),
- Towarzystwa Naukowego Warszawskiego (członek korespondent w latach 1984-1986, członek zwyczajny od 1986 roku),
- Polskiego Towarzystwa Inżynierii Biomedycznej (członek od 1999 roku),
- Stowarzyszenia Autorów „ZAIKS” (członek nadzwyczajny od 1968 roku).

## Nagrody, wyróżnienia, odznaczenia
Za osiągnięcia badawcze, dydaktyczne i autorstwo książek był wielokrotnie nagradzany przez ministra Szkolnictwa Wyższego, Nauki i Techniki, Państwową Radę ds. Wykorzystania Energii Atomowej oraz Rektora Politechniki Warszawskiej.
Odznaczony:
- Złoty Krzyż Zasługi (1973),
- Krzyż Kawalerski Orderu Odrodzenia Polski (1978),
- Medal Komisji Edukacji Narodowej (1981).

Wyróżnienia m.in.:
- Dyplom Honorowy Polskiego Towarzystwa Fizyki Medycznej (1976), Złota Odznaka „Zasłużony dla Politechniki Warszawskiej” (1979),
- Medal „Zasłużony dla Politechniki Białostockiej” (1979),
- Medal pamiątkowy Stowarzyszenia Elektryków Polskich im. Mieczysława Pożaryskiego (1979),
- Złota Odznaka Honorowa Stowarzyszenia Elektryków Polskich (1981), Dyplom z okazji XX-lecia Polskiego Towarzystwa Fizyki Medycznej za wkład pracy szczególnie cenny dla rozwoju Towarzystwa (1985),
- Złota Odznaka Honorowa Naczelnej Organizacji Technicznej (1986).

## Ważne publikacje
Autor książki: Pył promieniotwórczy (Wydawnictwo MON, Warszawa 1962).
Współautor z doktorem Waldemarem Scharfem książek:
1. Elektroniczne mierniki promieniowania jonizującego (Wydawnictwo MON, Warszawa, 2 wydania) 1969,1979, ISBN 83-11-06230-7,
2. Aparatura radiometryczna w medycynie i biologii (Państwowy Zakład Wydawnictw Lekarskich, Warszawa) 1972.